# Cornelis van Poelenburgh

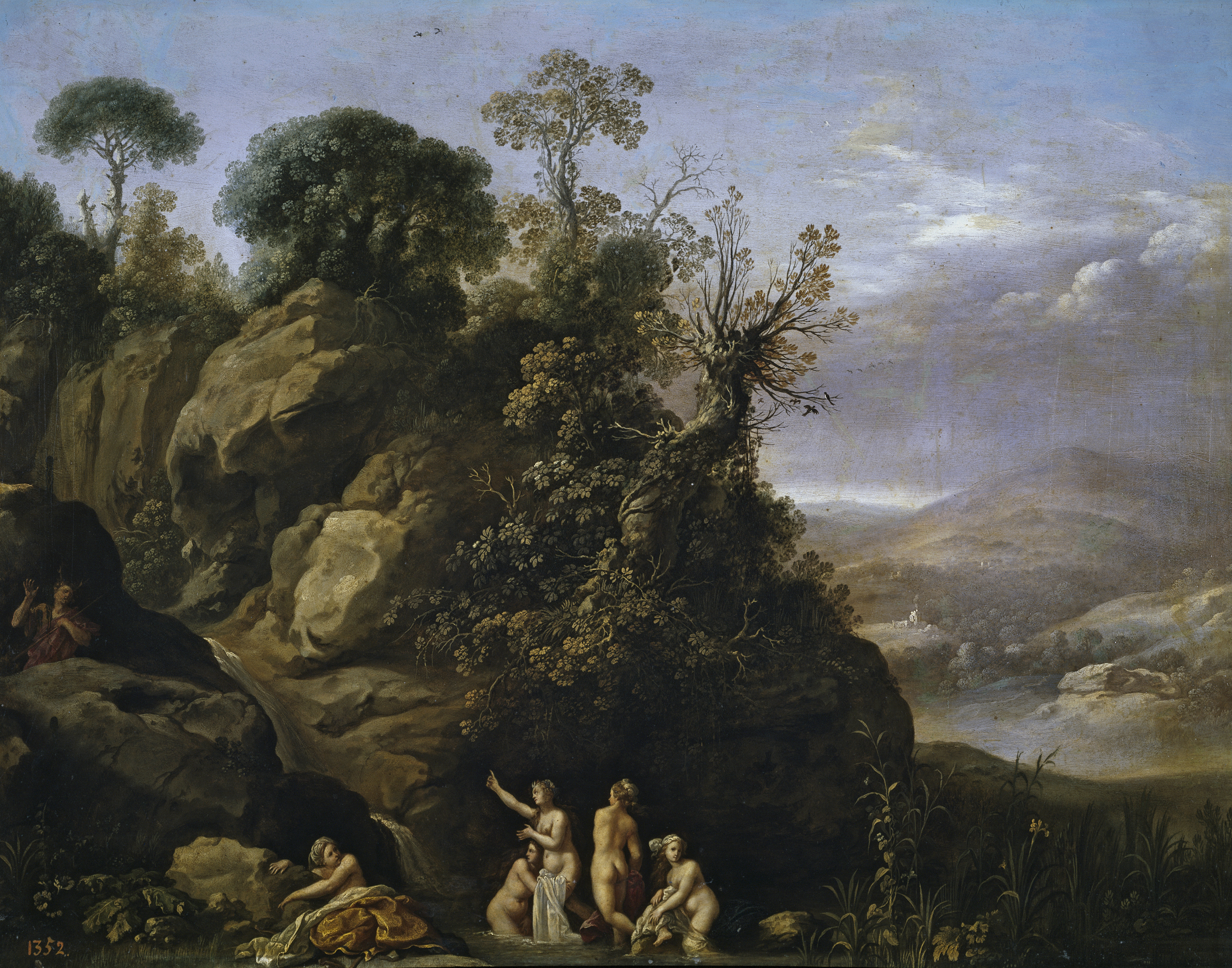
El baño de Diana, óleo sobre lámina de cobre, 44 x 56 cm, Madrid, Museo del Prado.

Cornelis van Poelenburch o Poelenburgh (Utrecht, ca. 1594/1595-1667) fue un pintor barroco neerlandés especializado en la pintura de paisajes con figuras. 
Estudió con Abraham Bloemaert en su ciudad natal, residiendo posteriormente en Roma entre 1617 y 1625. En la Ciudad eterna fundó con Jan van Bijlert el grupo llamado de los Bentvueghels, que reunía a los pintores nórdicos allí establecidos y aprendió el estilo de paisaje clásico, que posteriormente llevó a su país, siendo el principal exponente de esta corriente junto con Bartholomeus Breenbergh. En 1625 y 1626 residió en Florencia donde coincidió con Jacques Callot. A su regreso a Utrecht, su obra tuvo un gran éxito, sobre todo en círculos aristocráticos, y tuvo numerosos discípulos e imitadores, entre ellos Dirk van der Lisse. Carlos I le llamó a Inglaterra en 1637, residiendo allí con interrupciones hasta 1641 como pintor de cámara. Fue guía de Rubens cuando este visitó Utrecht en 1627. 
Sus cuadros suelen ser pequeños, a menudo sobre cobre, con figuras bíblicas o mitológicas, en paisajes romanos o con ruinas antiguas. Recibió influencias de Adam Elsheimer, pero sus obras tienen colores más fríos que los del artista alemán y carecen de su sentido del misterio. La obra de Poelenburch está presente en numerosos museos de Europa, destacando por número las del Museo Fitzwilliam de Cambridge.